# VMI Keydets football 1890-1899
Nelle stagioni che vanno dal 1890 al 1899, i Virginia Military Institute Keydets football, rappresentanti il Virginia Military Institute hanno mosso i loro primi passi nel college football: dopo essere scesi in campo per un'unica gara nel 1873 contro la Washington & Lee, hanno ripreso il loro programma collegiale solo nella stagione 1890 gareggiando nuovamente contro la Washington & Lee.

## 1890
| 09-26-1890           | at Washington & Lee* |  | L 0-6 |
| *Gare non-conference |                      |  |       |

## 1891
| 1891                 | Washington & Lee*   | Lexington, VA       | W 6-0   |
| 1891                 | Washington & Lee*   | Lexington, VA       | T 0-0   |
| 1891                 | Saint John's*       | Lexington, VA       | W 18-0  |
| 1891                 | at Pantops Academy* | Charlottesville, VA | W 28-12 |
| *Gare non-conference |                     |                     |         |

## 1892
| 1892                 | Saint John's*     | Lexington, VA | W 18-0  |
| 10-21-1892           | Wake Forest*      | Lexington, VA | T 12-12 |
| 11-12-1892           | Duke*             | Lexington, VA | W 32-0  |
| 11-26-1892           | Kentucky*         | Lexington, VA | W 34-0  |
| 1892                 | Washington & Lee* | Lexington, VA | W 30-6  |
| *Gare non-conference |                   |               |         |

## 1893
| 1893                 | Washington & Lee* | Lexington, VA | W 28-0 |
| 10-21-1893           | North Carolina*   | Lexington, VA | W 10-4 |
| 11-10-1893           | Richmond*         | Lexington, VA | W 34-0 |
| 11-25-1893           | Virginia*         | Lexington, VA | L 0-22 |
| *Gare non-conference |                   |               |        |

## 1894
| 1894                 | Saint Albans*     | Lexington, VA | W 44-0 |
| 1894                 | Washington & Lee* | Lexington, VA | W 4-0  |
| 1894                 | Hampton AC*       | Lexington, VA | W 48-0 |
| 1894                 | Washington & Lee* | Lexington, VA | W 16-0 |
| 11-30-1894           | at Virginia Tech* | Staunton, VA  | W 10-6 |
| 1894                 | Roanoke*          | Lexington, VA | W 16-0 |
| *Gare non-conference |                   |               |        |

## 1895
| 10-12-1895           | Washington & Lee*      | Lexington, VA | W 18-0 |
| 1895                 | vs. Washington & Lee*  |               | L 0-12 |
| 10-25-1895           | at North Carolina St.* | Atlanta, GA   | W 42-6 |
| 11-02-1895           | Washington & Lee*      | Lexington, VA | W 30-0 |
| 11-11-1895           | Richmond*              | Lexington, VA | W 44-0 |
| 11-19-1895           | Roanoke*               | Lexington, VA | W 26-0 |
| 11-28-1895           | at Virginia Tech*      | Lynchburg, VA | L 4-6  |
| *Gare non-conference |                        |               |        |

## 1896
| 1896                 | Washington & Lee*               | Lexington, VA | L 0-6  |
| 1896                 | Alleghany Collegiate Institute* | Lexington, VA | W 42-0 |
| 1896                 | Saint Albans*                   | Lexington, VA | L 0-22 |
| 1896                 | Saint John's*                   | Lexington, VA | W 14-0 |
| 11-11-1896           | at Virginia*                    | Lynchburg, VA | L 0-46 |
| 11-21-1896           | Washington & Lee*               | Lexington, VA | W 12-0 |
| 11-26-1896           | at Virginia Tech*               | Roanoke, VA   | L 0-24 |
| *Gare non-conference |                                 |               |        |

## 1897
| 10-09-1897           | George Washington* | Lexington, VA | W 14-4 |
| 1897                 | at Roanoke*        | Salem, VA     | W 20-6 |
| 10-19-1897           | at Vanderbilt*     | Nashville, TN | L 0-12 |
| 1897                 | at Saint Albans*   | Lynchburg, VA | L 0-4  |
| 1897                 | Hampden-Sydney*    | Lexington, VA | W 42-0 |
| *Gare non-conference |                    |               |        |

## 1898
| 10-15-1898           | George Washington* | Lexington, VA | W 33-0 |
| 10-25-1898           | Washington & Lee*  | Lexington, VA | W 29-5 |
| 10-29-1898           | Richmond*          | Lexington, VA | W 16-0 |
| 11-11-1898           | at Georgetown*     | Richmond, VA  | L 5-11 |
| 1898                 | Saint Albans*      | Lexington, VA | W 22-5 |
| 11-24-1898           | at Navy*           | Annapolis, MD | L 5-21 |
| *Gare non-conference |                    |               |        |

## 1899
| 10-11-1899           | Washington & Lee* | Lexington, VA | W 39-0 |
| *Gare non-conference |                   |               |        |